# Hyloniscus kossovensis
Hyloniscus kossovensis är en kräftdjursart som beskrevs av Pljakic 1977. Hyloniscus kossovensis ingår i släktet Hyloniscus och familjen Trichoniscidae. Inga underarter finns listade i Catalogue of Life.